# Кондотьєр

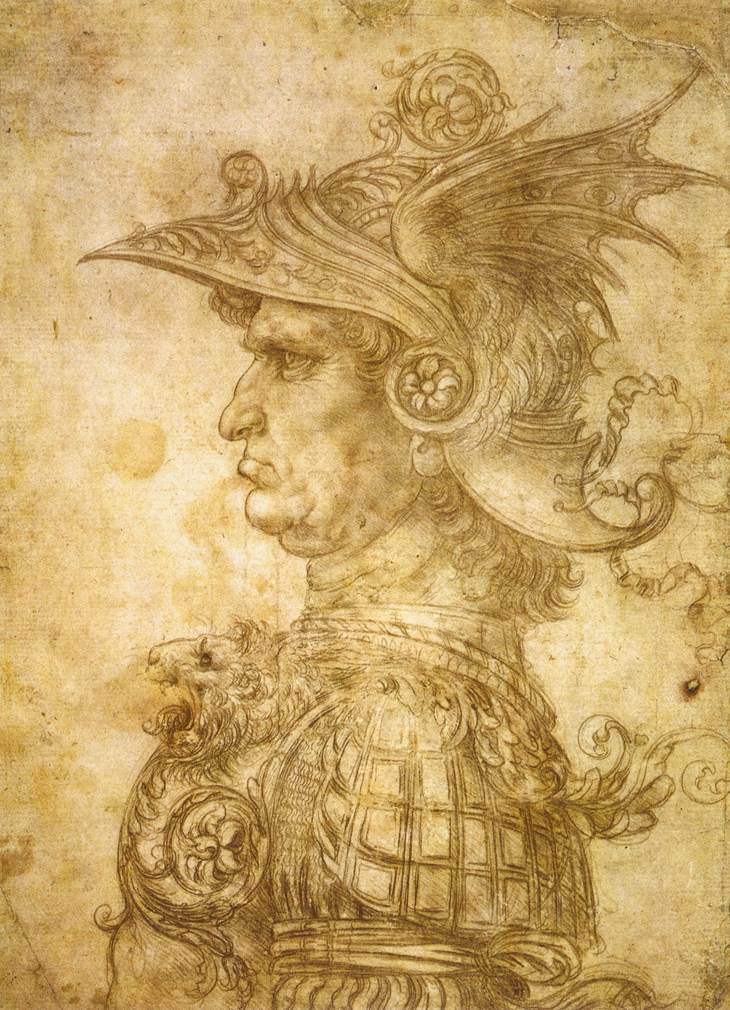
Кондотьєр. Малюнок Леонардо да Вінчі

Кондотьєри (італ. condottieri італійською: [kondotˈtjɛːri]; одн. condottiero або condottiere; від італ. condotta — договір про найм на військову службу) — в Італії XIV–XVI ст. керівники військових загонів (компаній), що перебували на службі в міст-комун та правителів, і складалися, головно, з чужинців. Кожен загін групувався навколо кондотьєра, що скликав і розпускав загін на свій розсуд, укладав договори (кондоти) на ведення військових операцій, отримував гроші (soldo — «плата», звідси — солдат) і розраховувався з найманцями. Траплялося, що кондотьєри захоплювали владу в містах, засновувавши сеньйорії. У лавах кондотьєрів було чимало авантюристів. Часто кондотьєри, отримавши платню за свою роботу, переходили з одного табору в інший і шантажували своїх наймачів.

## Відомі кондотьєри
- Вернер фон Урслінген
- Федеріко да Монтефельтро
- Альберто да Джуссано
- Больдрино та Пеникале
- Бартоломео Коллеоні

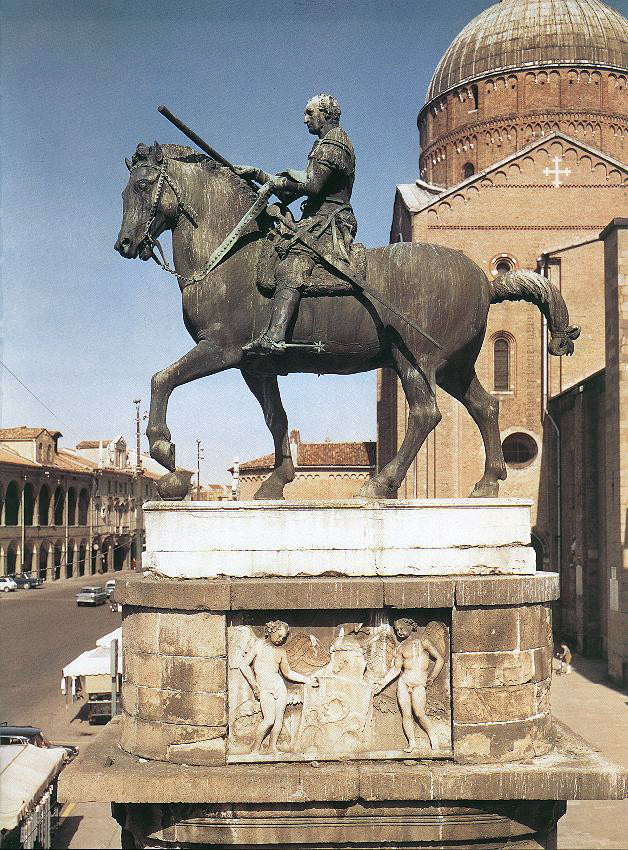
Донателло. Статуя Гаттамелати (Еразмо да Нарні) в Падуї.

- Муціо Аттендоло, засновник роду Сфорца
- Каструччіо Кастракані (1281 - 1328)
- Нікколо Піччініно (1386 - 1444)
- Франческо Сфорца (1401 - 1466)
- Філіппо Сколарі, відомий під ім'ям Піппо Спано
- Сиджизмондо Малатеста
- Чезаре Борджіа (1475 - 1507)
- Мікелетто Корелья
- Алессандро Сфорца
- Браччо да Монтоне
- Джон Гоквуд (Джон Гауквуд, Джованні Акуто)
- Альберико да Барбіано
- Раймонд Кардона
- Франческо да Карманьйола
- Еразмо да Нарні (Гаттамелата)
- Етторе Ф'єрамоска
- Просперо Колона
- Маркантоніо Колона
- Фернандо д'Авалос
- Джованні делле Банде Нере
- Рожер де Флор
- Алессандро Фарнезе, герцог Пармський

## Кондотьєр у мистецтві

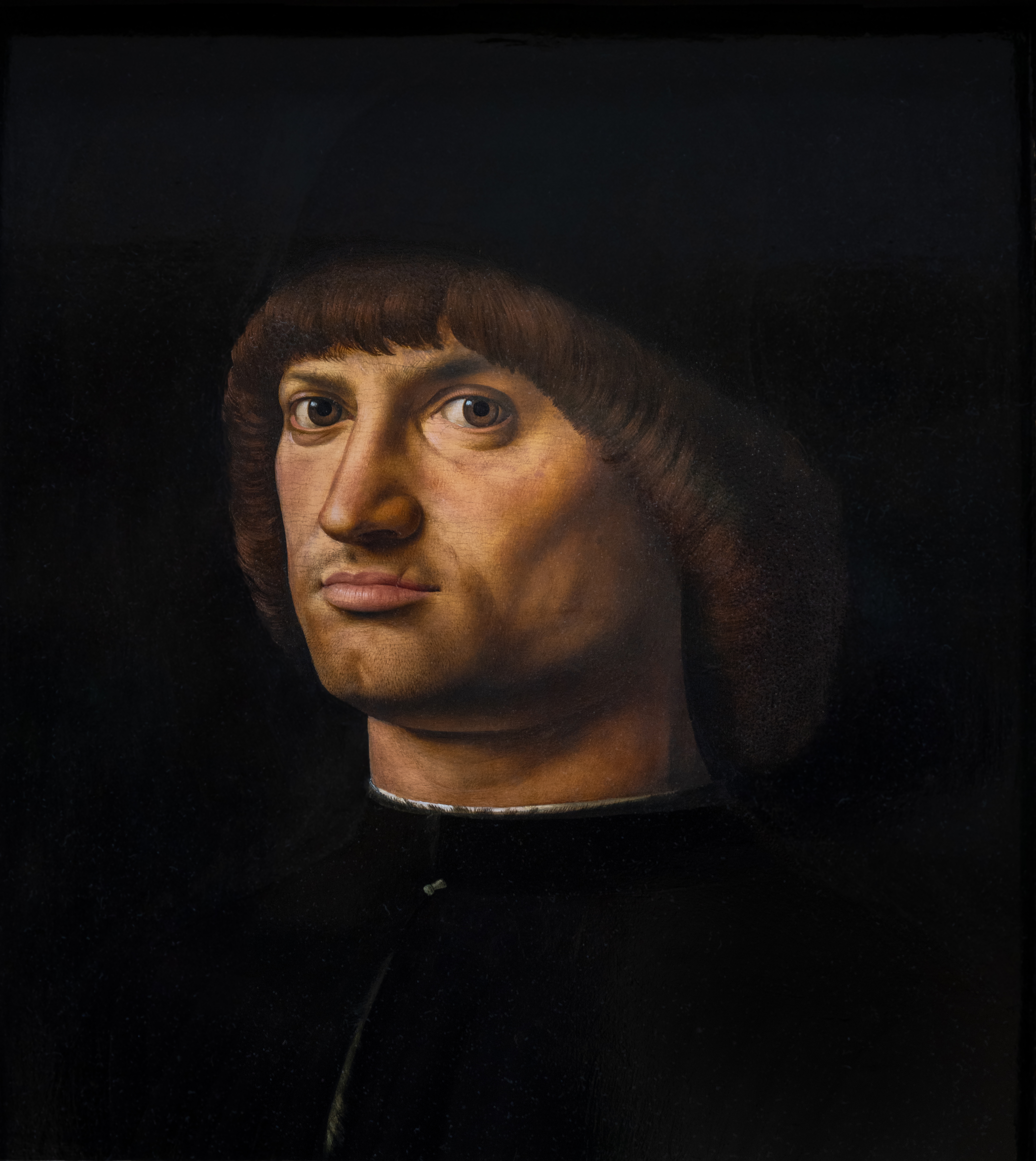
Кондотьєр, Антонелло да Мессіна (1475).

- Кондотьєр — умовна назва малюнку Леонардо да Вінчі.
- Кондотьєр — умовна назва відомого портрета пензля Антонелло з Мессіни, що зберігає музей Лувр.